# Madracis brueggemanni
Madracis brueggemanni är en korallart som först beskrevs av Ridley 1881.  Madracis brueggemanni ingår i släktet Madracis och familjen Pocilloporidae. Inga underarter finns listade i Catalogue of Life.